# Dash Shaw
Dash Shaw (nascut el 6 d'abril de 1983) és un escriptor/artista i animador de còmics estatunidenc. És l'autor de les novel·les gràfiques Cosplayers, Doctors, New School, i Bottomless Belly Button, publicades per Fantagraphics. A més, Shaw ha escrit Love Eats Brains publicat per Odd God Press, GardenHead publicat per Meathaus, The Mother's Mouth publicat per Alternative Comics i BodyWorld publicat per Pantheon Books.
Els contes còmics de Shaw han aparegut en moltes antologies, diaris i revistes diferents. Els seus contes de mida quadrada es van recollir al llibre de 2005 GoddessHead publicat per Hidden Agenda Press. Els seus còmics són coneguts pel seu èmfasi en la lògica emocional, lírica i el disseny innovador. Va ser nomenat un dels deu millors artistes a veure a la "Small Press Expo" de 2002 quan tenia 19 anys. També escriu lletres i toca amb James Blanca a la banda de pop weirdo Love Eats Brains! i ha coescrit i actuat en diversos projectes de curtmetratges.
Shaw és el director de les pel·lícules d'animació My Entire High School Sinking into the Sea (2016) i Cryptozoo (2021).

## Primers anys
Shaw acredita el seu pare com a inspiració, dient que van fer còmics junts abans que pogués llegir. El seu pare escrivia el text i Dash feia les il·lustracions. Durant l'escola secundària, Shaw va ser l'il·lustrador principal de la secció per a adolescents del Richmond Times-Dispatch.. Després de suspendre aquesta secció del diari, Shaw va començar a publicar mini-còmics. Va imprimir el primer número de Love Eats Brains! durant el seu primer any d'universitat. Shaw va estudiar a la School of Visual Arts de Manhattan, on es va graduar amb un BFA en Il·lustració el 2005.

## Carrera
Al llarg de la universitat i des de llavors, Shaw ha publicat contes breus d'art seqüencial en diverses publicacions als Estats Units i a l'estranger, a més de nombroses il·lustracions de revistes.
Bottomless Belly Button de Shaw fou publicada per Fantagraphics el juny del  2008. El seu webcomic BodyWorld va ser comprat per Pantheon Books i publicat en un sol volum imprès l'abril de 2010.
Bottomless, una exposició dels dibuixos originals de Shaw, storyboards, superposicions de fons de color i una nova animació de vídeo, es va exhibir al John Hope Franklin Center de la Universitat Duke del 25 de setembre al 31 d'octubre de 2008.
En els anys posteriors a Bottomless Belly Button, Shaw va publicar nombroses històries curtes en forma de còmics i va serialitzar la història de ciència-ficció BodyWorld a dashshaw.com. Va rebre una nominació al Premi Eisner al millor còmic digital el 2009.
A finals de 2009, Fantagraphics va publicar The Unclothed Man in the 35th Century A.D., una col·lecció de contes que Shaw havia publicat anteriorment a MOME, juntament amb diverses pàgines de storyboards i altres efímers dels seus curts animats per a IFC.
El 2010, Pantheon Books va publicar els capítols recopilats de BodyWorld en forma de novel·la gràfica,
El 2013, els llançaments de Shaw van incloure el mini-còmic d'estil zine New Jobs (Uncivilized Books), la col·lecció de curtmetratges de còmics 3 New Stories (Fantagraphics) i la següent novel·la gràfica de Shaw, New School (Fantagraphics). New School té lloc en una illa que es prepara per a una afluència de turistes de parla anglesa després de la finalització d'un enorme parc temàtic que representa períodes al llarg de la història. Segueix dos germans, un que s'ha ocupat d'ensenyar anglès als habitants de l'illa i un altre que ha vingut a recuperar el seu germà. Al llarg del llibre, ambdós germans experimenten l'alienació del seu entorn i conflictes amb els habitants. NPR va qualificar New School de "cripant i enigmàtic", mentre que Publishers Weekly va descriure el llibre com "una combinació inusual de bildungsroman, diari de viatges i thriller intel·lectual".
Shaw va produir la minisèrie de tres parts Clue: Candlestick per a IDW Publishing el 2019.

## Tècnica i materials
Shaw utilitza una combinació de dibuix a mà, tècniques d'animació i Photoshop per produir la seva obra d'art. Shaw va començar a treballar amb làmines d'acetat mentre estudiava a l'School of Visual Arts. Assenyalant còmics anteriors a Photoshop que es van pintar mitjançant un cel·luloide transparent que contenia l'art de línia negre, sota el qual es col·locaria un tauler amb els colors pintats, Shaw explica que va prendre aquest procés i el va combinar amb estil d'animació de cel·luloide, on els dors de l'acetat es pinten amb gouache i es col·loquen sobre un fons pintat, a més de separacions de colors on la línia d'art negra s'utilitza per marcar els diferents colors. Tot i que, a més d'utilitzar suports per dibuixar a mà com ara bolígrafs, llapis de colors i retoladors, Shaw incorpora collage, Photoshop i pintura directament sobre fotocòpies, encara que no treballa amb una capa d'art de línia separada, preferint tractar el negre com un altre color, i no com un element separat o més important. A BodyWorld, per exemple, Shaw va fer les separacions de colors a mà, va utilitzar l'eina de la galleda de pintura a Photoshop per acolorir les formes, i després la va imprimir i pintar sobre la fotocòpia, abans d'escanejar-la de nou i fer els ajustos finals en Photoshop per aconseguir l'art final.
Shaw explica que el seu motiu clau és combinar el que li agrada del dibuix a mà amb els processos disponibles a Photoshop. Ha afirmat que no posseeix una tauleta de dibuix, i que el seu coneixement real de Photoshop és limitat, en comparació amb la majoria dels coloristes principals que depenen exclusivament d'ella, explicant, "que colorir em deixa fred".

## Animació
Les seves influències en animació inclouen Winsor McCay, Osamu Tezuka (en particular el seu treball a Astroboy), i altres programes d'anime dels anys 60 com Speed Racer, la pel·lícula de culte de 1973 Kanashimi no Beradonna i El planeta fantàstic, animació limitada (inclosa A Charlie Brown Christmas), Ralph Bakshi i Suzan Pitt.
El primer llargmetratge animat de Shaw, My Entire High School Sinking Into the Sea es va estrenar al Festival Internacional de Cinema de Toronto de 2016 (TIFF) el setembre de 2016 i també es va mostrar al Festival de Cinema de Nova York (NYFF). Compta amb les veus de Jason Schwartzman, Lena Dunham, Reggie Watts, Maya Rudolph i Susan Sarandon.
També va ser responsable de les escenes del "còmic" de la pel·lícula de John Cameron Mitchell de 2010 Rabbit Hole i de la seqüència de somnis animada d'un episodi de la controvertida sèrie de Netflix 13 Reasons Why juntament amb Jane Samborski.

### Cryptozoo
La seva següent funció Cryptozoo, sobre els cuidadors del zoològic de San Francisco el 1960 que intenten capturar una criatura misteriosa, es va estrenar a principis de 2021 al Festival de Cinema de Sundance on va guanyar el NEXT Innovator Award. També va ser nominat per al Premi John Cassavetes als 37ns Premis Independent Spirit.

## Obres

### Novel·les gràfiques
- Bottomless Belly Button (Fantagraphics, 2008)
- BodyWorld (Pantheon Books, 2009)
- New School (Fantagraphics, 2013)
- Doctors (Fantagraphics, 2014)
- Cosplayers (Fantagraphics, 2016)
- Clue: Candlestick (IDW Comics, 2019)
- Discipline (New York Review Comics, 2021)
- Blurry (New York Review Comics, 2024)

### Còmics i col·leccions de contes
- GardenHead (Meathaus, 2002)
- Love Eats Brains! A Zombie Romance (Odd God Press, 2004)
- GoddessHead (Hidden Agenda Press, 2005)
- The Mother's Mouth (Alternative Comics, 2006)
- Virginia (Ça et Là, 2009)
- The Unclothed Man In the 35th Century A.D. (Fantagraphics, 2009)
- "Dr. Strange vs. Nightmare" story in Strange Tales #1 (Marvel, 2009)
- Spider-man story in Strange Tales II #1 (Marvel, 2010)
- New Jobs (Uncivilized Books, 2013)
- 3 New Stories (Fantagraphics, 2013)
- A Cosplayers Christmas (Fantagraphics, 2016)
- Structures 57-66 (Uncivilized Books, 2019)
- Courier (Bomb Magazine, 2024)

### Cobertes només
- Go-Bots #1 Cover C (IDW Comics, 2018)
- Go-Bots #2 Cover B (IDW Comics, 2018)
- Go-Bots #3 Cover B (IDW Comics, 2018)

### Curtmetratges animats
- The Unclothed Man in the 35th Century A.D. (IFC.com animated series, 2009)
- Blind Date 4 (2011)
- Wheel of Fortune (2012)
- Seraph (Sigur Rós music video, cowritten with John Cameron Mitchell, 2012)

### Pel·lícules
- My Entire High School Sinking Into the Sea (2016)
- Cryptozoo (2021)

### Altres treballs

#### Com a il·lustrador
- Ant Dodger (poemes de Bill Knott; autopublicat, 2024)
- Windy but Nice (poemes de Tomaz Salamun; copublicat amb Black Ocean, 2022)
- The Seasons (poemes de Michael Robins; copublicat amb Robbins, 2021)
- My Beautiful Despair: The Philosophy of Kim Kierkegaardashian (Gallery Books, 2018)